# 4631 Ябу
4631 Ябу (4631 Yabu) — астероїд головного поясу, відкритий 22 листопада 1987 року.
Тіссеранів параметр щодо Юпітера — 3,619.
Названо на честь астронома-аматора Ябу (яп. やぶ(薮)).